# Интерактивна табла
Интерактивна табла, познат под терминима интерактивни екран, интерактивна дигитална табла или паметна табла, је велика интерактивна табла за приказ у облику беле табле. То може бити или самостални рачунар са екраном осетљивим на додир који се користи независно за обављање задатака и операција, или уређај који се може повезати као тачпед за контролу рачунара са пројектора. Користе се у разним окружењима, укључујући учионице на свим нивоима образовања, у просторијама корпоративних одбора и радних група, у просторијама за обуку за професионалне спортске тренере, у студијима за емитовање и др.
Прве интерактивне табле су дизајниране и произведене за употребу у канцеларији. Ова табла је коришћена на састанцима малих група и округлим столовима.
Очекивало се да ће индустрија интерактивних табли достићи продају од 1 милијарде америчких долара широм света до 2008. године; очекивало се да ће једна од сваких седам учионица на свету имати интерактивну таблу до 2011. према истраживању тржишта које је спровео Futuresource Consulting.  Године 2004., 26% британских основних учионица имало је интерактивне табле.  Анкета о школама Becta Harnessing Technology из 2007. показала је да 98% средњих и 100% основних школа има интерактивну таблу.  До 2008., просечан број интерактивних табли је порастао и у основним школама (18 у поређењу са нешто више од шест у 2005. и осам у истраживању из 2007.) иу средњим школама (38, у поређењу са 18 у 2005. и 22 у 2007.). 

## Критике
Према чланку Вашингтон поста од 11. јуна 2010:
- „Многи академици доводе у питање студије које подржава индустрија које повезују побољшане резултате тестова са њиховим производима. А неки иду даље. Они тврде да је најприсутнији уређај будућности, интерактивна табла – у суштини џиновски интерактивни екран који узурпира таблу у учионице широм Америке - закључава наставнике у стил предавања из 19. века у супротности са моделима у малим групама које су више колаборативне који многи реформатори фаворизују“. [5]

Извештај лондонског Института за образовање о интерактивним таблама каже:
- „Иако су ученици у почетку поздравили новост технологије, свако повећање мотивације изгледа кратко. Статистичка анализа није показала никакав утицај на учинак ученика у првој години у којој су одељења била потпуно опремљена.“ [6]

Извештај је истакао следећа питања:
- „Понекад су се наставници више фокусирали на нову технологију него на оно што ученици треба да уче.
- „Фокус на интерактивност као технички процес може довести до тога да неке релативно свакодневне активности буду прецењене. Такав нагласак на интерактивности био је посебно распрострањен у одељењима са ученицима ниже способности.“
- „У групама са нижим способностима то би заправо могло успорити темпо учења у целом разреду јер су се поједини ученици смењивали за таблом.“